# Би-Риъл
Луис Фрийз (на английски: Louis Freese), по-известен като B-Real, е американски латино-рапър от мексикански и кубински произход. Той е най-известен с рап групата си Cypress Hill.

## Детство и кариера
Роден от мексикански баща и афро-кубинска майка, B-Real, заедно със сестра си и майка си бягат далеч от баща си и отива в покрайнините на Лос Анжелис. Преди да напусне гимназия той се запознава с бъдещите членове на Cypress Hill – Sen Dog и Mellow Man Ace (който впоследствие напуска групата, за да започне соло кариера). Sen Dog, който тогава е участвал в престъпната групировка „Bloods“, по-късно вкарва и B-Real в нея. B-Real става наркодилър и член на групировката. През 1988, той е прострелян в белия дроб с пистолет калибър 22LR. Стрелбата и последвалата хоспитализация са причините Sen Dog да преосмисли приоритетите си, да смени работата си и да започне да работи като пазач на универсален магазин.
След тези събития, Julio G го запознава със DJ Muggs. B-Real и Sen Dog вземат Мъгс на своя страна с идеята за албум базиран на преживяванията им на улица „Cypress Ave“ в Саут Гейт. Така Cypress Hill е създадена. През 1991 групата подписва договор с Ruffhouse/Columbia Records и прави своя значителен дебют. B-Real използва личния си опит от заплашващи живота му ситуации за текстове на песни в дебютния албум на Сайпръс и последвалите албуми.
Типичният звук на Cypress Hill е породен от комбинацията от прекомерно увеличено дадения назален звук на B-Real и отличителните биитове на DJ Muggs. Това прави Сайпръс Хил първата латино рап група имаща платинени и мулти-платинени албуми. Сайпръс продължват и към момента да бъдат най-продаваната латино рап група и една от най-продаваните рап групи изобщо.
Извън Cypress Hill, B-Real е имал няколко странични проекта. През 2002, заедно с Mellowe Man Ace и Son Doobie, той прави кратко съществуващата Serial Rhyme Killas, която издава един 12" сингъл същата година. Групата записва дългосвирещ албум озаглавен Deluxe Rapture. Той така и не бива издаден като песните от албума са пуснати за свободно теглене от официалния сайт на рапъра. B-Real е бивш член и на Psycho Realm.

## Соло Кариера
Като соло артист, B-Real е издал три микстейпа – „Gunslinger“ и „Gunslinger Vol. II“, „Gunslinger Vol. III“. Той работи по дебютния си соло албум „Smoke In Mirrors“. Заедно със Snoop Dogg, той издава сингъла Vato от албума на Снуп The Blue Carpet Treatment.
B-Real e работил с много артисти като KRS-One, House Of Pain, Psycho Realm, Snoop Dogg, LL Cool J, Everlast, Wu-Tang Clan, Dr. Dre, Eminem, Nas и Kool G Rap.

## Маловажно
- От 1994 до 1997 година B-Real има любовна връзка с Джулия Робъртс-Джуниър.
- Занимава се професионално с Пейнтбол и играе в отбора Stoned Assassins.

## Дискография

### Соло
- 2005 – The Gunslinger Volume I (микстейп)
- 2006 – The Gunslinger Volume II: Fist Full of Dollars (микстейп)
- 2007 – The Gunslinger Volume III: few dollars more (микстейп)
- 2009 – Smoke 'N Mirrors (албум)
- 2010 – The Harvest Vol. 1 (микстейп)

### Psycho Realm
- 1997 Psycho Realm

### Kush Projeckt
записани само 8 песни от проекта и не са издадени официално.
предоставени за свободно теглене.

### Serial Rhyme Killers
(B-Real, Son Doobie, Mellow man ace)

### Със Cypress Hill
- 1991 – Cypress Hill
- 1993 – Black Sunday
- 1995 – Cypress Hill III: Temples of Boom
- 1996 – Unreleased and Revamped
- 1998 – IV
- 1999 – Los grandes éxitos en español
- 2000 – Skull & Bones
- 2000 – Live At The Fillmore
- 2001 – Stoned Raiders
- 2004 – Till Death Do Us Part
- 2005 – Greatest Hits From the Bong
- 2010 – Rise Up
- 2012 – Cypress X Rusko